# Вињано
Вињано је насеље у Италији у округу Трст, региону Фурланија-Јулијска крајина.
Према процени из 2011. у насељу је живело 125 становника. Насеље се налази на надморској висини од 36 м.